# 사직공원
사직 공원(社稷公園)은 서울 종로구 사직동에 위치한 공원이다.
조선 태조가 한양에 수도를 정하고 궁궐, 종묘를 지을 때 함께 지은 사직단이 있는 곳으로 1921년 사직단 주변이 공원으로 조성되었다. 사직단은 태조3년(1394년)에 고려의 예를 따라 토신을 제사하는 국사단을 동쪽에, 곡신을 제사하는 국직단은 서쪽에 배치하고 신좌를 북쪽에 모셔 만들어 1년에 세 번 제사를 지냈다.
사직단 입구에 있는 사직단 정문은 보물 제177호로 지정되어 있으며 정면 3칸, 측면 2칸, 건평 17.4평으로 단층맞배지붕이다. 1962년 사직로를 개통하며 원래의 위치에서 14m 뒤로 이동하여 현재의 위치에 놓이게 되었다. 또 사직 공원 내에는 단군성전, 시립종로도서관이 있으며 매년 전국 규모의 활쏘기 대회가 열리는 황학정이 있다.
단군성전은 일제강점기 때 일제(日帝)가 사직단을 공원으로 조성하면서 세웠던 사찰이 있던 곳을 해방 후 한옥으로 신축개장한 성전으로 이 곳에는 단군왕검(檀君王檢) 모형상과 영정이 있고 매년 10월 3일 개천절을 기념해 이 곳에서 단군에 대한 차례의식 행사가 열린다.

## 주변시설
- 서울 사직단(社稷壇)
- 단군성전(檀君聖殿)
- 황학정
- 종로도서관
- 서울시립어린이도서관